# Indoscelimena birmanica
Indoscelimena birmanica är en insektsart som först beskrevs av Brunner von Wattenwyl 1893.  Indoscelimena birmanica ingår i släktet Indoscelimena och familjen torngräshoppor. Inga underarter finns listade i Catalogue of Life.